# Dimocarpus fumatus
Dimocarpus fumatus là một loài thực vật có hoa trong họ Bồ hòn. Loài này được (Blume) Leenh. mô tả khoa học đầu tiên năm 1971.